# Architettura normanna in Sicilia

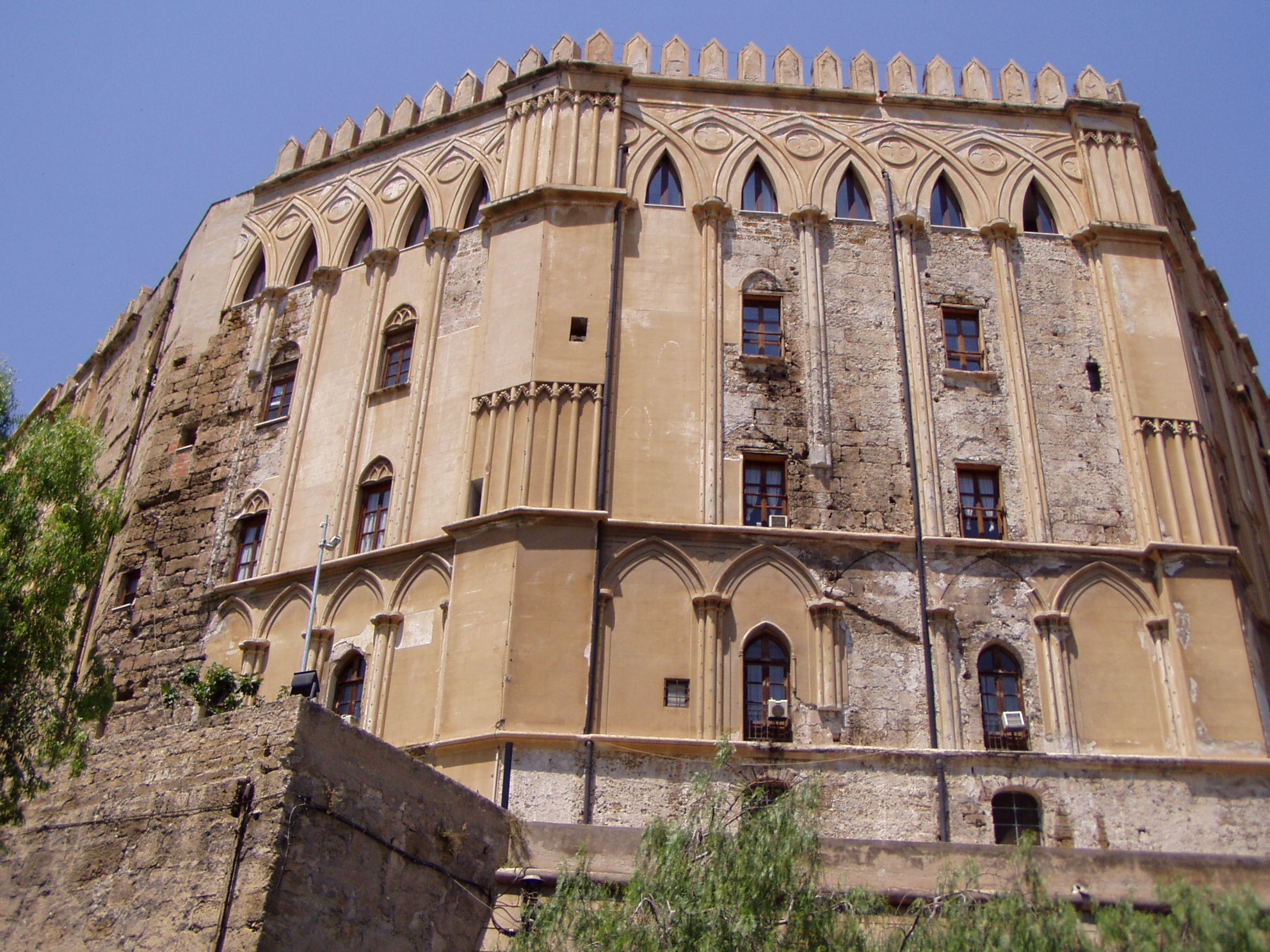
Palazzo dei Normanni, Palermo

L'architettura normanna in Sicilia si sviluppò nell'isola durante il periodo della dominazione dei Normanni, i quali sostituirono il proprio potere centralizzato al controllo territoriale degli emiri a partire dal 1060 e ne fecero un regno (dal 1130), passato quindi alla dinastia degli Hohenstaufen di Sicilia nel 1194.

## Influssi
L'architettura arabo-normanna in Sicilia è costituita fondamentalmente dall'architettura romanica, che si era sviluppata a partire dal X secolo nelle terre di provenienza dei conquistatori e che caratterizza pianta e aspetto generale di vari edifici, in particolare chiese e monasteri di nuova fondazione; arricchita da vari apporti provenienti da diversi stili:
- dall'arte bizantina, dominante nel territorio occupato, da cui provengono in particolare le ispirazioni per le decorazioni a mosaico e gli edifici a pianta centrale;
- dall'architettura araba, della cui presenza in Sicilia prima dell'intervento normanno si è solo supposto, ma la cui fonte da cui attinsero i nuovi architetti furono le architetture e gli stilemi dell'Egitto fatimide e dall'Africa settentrionale, direttamente o tramite il mondo bizantino, per gli elementi decorativi e i palazzi regali.

Altri elementi, come i frequenti riferimenti all'antichità classica, si devono alla mediazione dei tre stili citati e alla presenza di un ricco patrimonio architettonico, sfruttato spesso come riserva di materiale per le nuove costruzioni.
Questi diversi influssi vennero tuttavia fusi in un linguaggio originale e crearono un'architettura romanica prettamente siciliana.
L'architettura normanna in Sicilia viene distinta in tre periodi:
1. il periodo della contea (1061-1130)
2. il periodo del regno (1130-1154)
3. l'età guglielmina (1154-1195).

## Gli edifici
Le chiese triabsidate, per lo più derivanti dal prototipo dell'abbazia di Cluny, presentavano pianta a croce latina e facciata affiancata da torri. I primi esempi, non ben conservati, sono rappresentati dalla prima fase della cattedrale del Santissimo Salvatore di Mazara del Vallo (1086-1093) riedificata nel XVII secolo, da quella della cattedrale di Sant'Agata a Catania (1086-1091, in parte distrutta da un terremoto nel 1169), e da quella del duomo di Messina (ricostruito e consacrato nel 1197), mentre sono più riconoscibili le caratteristiche del duomo di Cefalù (edificato tra il 1131 e il 1267) e del duomo di Monreale (iniziato nel 1174).
Il rapporto con l'architettura bizantina è maggiormente evidente nell'impianto centrico e nella decorazione di edifici erroneamente considerati minori: a Palermo le chiese di San Giovanni dei Lebbrosi (1072), di San Giovanni degli Eremiti (1142-1148), e di San Cataldo (1154), mentre la chiesa della Martorana ("Santa Maria dell'Ammiraglio", del 1143) e la Cappella Palatina (1130-1143), pur ispirandosi ai modelli iconografici bizantini e cassinesi, mostrano la ricca decorazione musiva degli interni quale sviluppo autonomo della scuola artistica siciliana. Le fasce epigrafiche merlate dei coronamenti esterni (scritte in arabo e raramente in greco) riprendono una consuetudine islamica, ma sono utilizzati dai sovrani siculo normanni per affermare il loro concetto di ecumenismo.
Le residenze reali, vanno distinte tra: palazzi - donjons che rielaborano modelli anglo normanni, e palazzi - 'solatia' che sincretizzano modelli e tecnologie climatiche prettamente islamiche, con apporti bizantini. Il Palazzo dei Normanni di Palermo, che fu centro di potere e amministrativo, coniuga le funzioni di rappresentanza e di difesa all'interno delle sue torri. Le tecniche costruttive delle sale centrali della "Torre Pisana" richiamano sia gli ambienti (halls) delle tradizionali residenze signorili normanne (donjons), sia le sale centriche bizantine perimetrate da deambulatori e coperte con cupole. Comparazioni con il Qasr al Manâr della Qal'a (residenza algerina Ziride dell'XI secolo), sono solo apparenti poiché quest'ultima costruzione aveva funzioni e strutture interne alquanto diverse.
Il palazzo con il lago extraurbano di Maredolce (Parco della Favara), il cui primitivo nucleo è attribuito all'emiro Giafar al-Kalbi II regnante fra il 998 e il 1019, fu costruito interamente da Ruggero II, (con ingenti spese, scavi e canalizzazioni) dotato di stanze coperte a volta ogivale, disposte sui tre lati di un cortile, servite da portici con una disposizione che gli arabi avevano ripreso dalle ville a peristilio romane.
La residenza ugualmente extraurbana della Zisa, costruita dal re Guglielmo I ed ultimata dal figlio Guglielmo II, presenta una nuova commistione di elementi arabi e normanni: gli ambienti, quattro cellule su due livelli, oltre il piano terreno, sono costituiti (come nelle residenze normanne), da una sala di ricevimento con retrostante alcova o camara: si articolano intorno ad un nucleo centrale, come nelle residenze islamiche. La sala al piano terra, ha un sistema di fontane e canalette a pavimento capaci di generare e raffrescare le correnti d'aria in essa convogliate dalle canne di ventilazione. Le canalette convogliano le acque verso una peschiera con padiglione centrale, nell'antistante giardino. Il rapporto aperto tra l'interno e l'esterno del palazzo, esclude l'erronea funzione difensiva (tipica del sistema del castello) attribuitagli comunemente.
Simili caratteristiche presenta il padiglione di caccia del Palazzo della Cuba, facente parte dei sollatia, costruito nel 1180 dal re Guglielmo II. Nello stesso sistema di parchi era collocato un altro palazzo più piccolo: "La Cuba Soprana", (all'interno di Villa Napoli) dotato di giardino con un padiglione cupolato.
La struttura geometrica di questi edifici, presenta forme cubiche armoniosamente composte con criteri geometrici, ed impreziosite da raffinate decorazioni a mosaico di gusto bizantino, e raffinate epigrafi con caratteri islamici, che inneggiano ai re cristiani di Sicilia. Simboleggiano l'alto sincretismo artistico culturale religioso nato in Sicilia nei secoli appartenenti ai periodi XI e XII.

### Gli esempi più significativi
Gli edifici in Sicilia, che non hanno subito significative trasformazioni in epoche successive:
- A Palermo:
  - la Chiesa di San Giovanni degli Eremiti (1142-1148)
  - la Chiesa di San Giovanni dei Lebbrosi (Palermo)
  - la Chiesa di Santa Maria Maddalena (Palermo)
  - la Cappella della SS. Trinità alla Zisa (Palermo)
  - la Chiesa di Santa Cristina La Vetere (Palermo)
  - la Chiesa di San Cataldo (1154)
  - la Chiesa della Martorana ("Santa Maria dell'Ammiraglio", del 1143)
  - Basilica della Santissima Trinità del Cancelliere
  - la Cappella Palatina (1130-1140)
  - Palazzo dei Normanni
  - la residenza di Maredolce
  - La Zisa
  - La Cuba
  - Cubula (Palermo)
  - Palazzo Scibene (Palermo)
  - il Ponte dell'Ammiraglio
  - Bagni di Cefalà Diana
- A Cefalù:
  - il duomo di Cefalù (1131 - 1267)
- Enna
- Castello di Lombardia
- A Erice:
  - Il Castello normanno o Castello di Venere
  - Chiesa di San Giuliano
- A Monreale:
  - il duomo di Monreale (iniziato nel 1174)
- A Mazara del Vallo:
  - Chiesa di San Nicolò Regale
  - Chiesa della Madonna delle Giummare
  - Arco Normanno
- A Castelvetrano:
  - la Chiesa della Santissima Trinità di Delia
- Chiese in provincia di Messina:
  - Chiesa dei Santi Pietro e Paolo d'Agrò presso Casalvecchio Siculo
  - Chiesa di San Pietro presso Itala
  - Cappella palatina di Montalbano Elicona
- A Sciacca:
  - Chiesa di San Nicolò la Latina
- A Caltanissetta:
  - Abbazia di Santo Spirito
- A Catania:
  - Cattedrale di Sant'Agata, del cui edificio originario rimane prevalentemente l'area presbiterale (transetto e absidi)
- A Messina:
  - Chiesa della Santissima Annunziata dei Catalani
  - Chiesa di Santa Maria della Valle
- San Marco d'Alunzio
  - Chiesa Normanna del S. Salvatore
- A San Fratello:
  - Santuario dei Tre Santi
- A Bronte:
  - Ponte Normanno
- A Siracusa:
  - Chiesa San Nicolò ai Cordari
- Castelli costruiti dai normanni: 
  - Castello normanno di Nicosia
  - Castello Normanno di Milazzo
  - Castello normanno di Adrano
  - Castello di Aci di Aci Castello
  - Dongione Normanno di Motta Sant'Anastasia
  - Castello Normanno di Caronia

### Edifici in parte in stile normanno
- Duomo di Sciacca
- Cattedrale di San Gerlando ad Agrigento
- Chiesa Madre di Caltabellotta
- Duomo di Naro
- Chiesa di Santa Caterina a Naro
- Chiesa Madre di Troina
- Chiesa di Sant'Andrea di Piazza Armerina
- Ponte dei Saraceni Adrano
- Chiesa di San Giovanni alle catacombe Siracusa
- Convento di San Filippo di Fragalà Frazzanò
- Castello normanno di Paternò
- Castello di Sperlinga di Sperlinga
- Abbazia di Santa Maria del Bosco di Contessa Entellina

## Galleria d'immagini

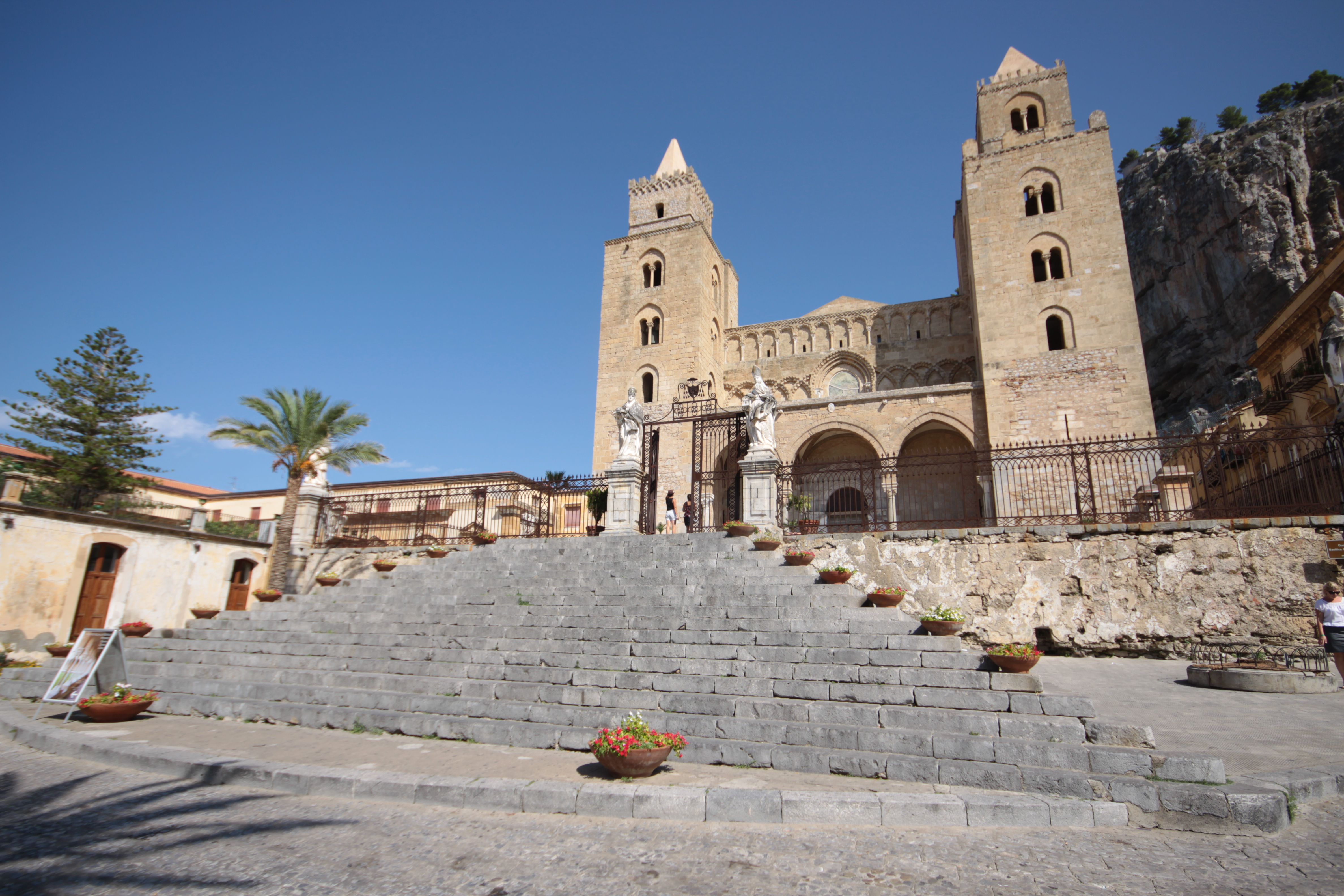
Duomo di Cefalù
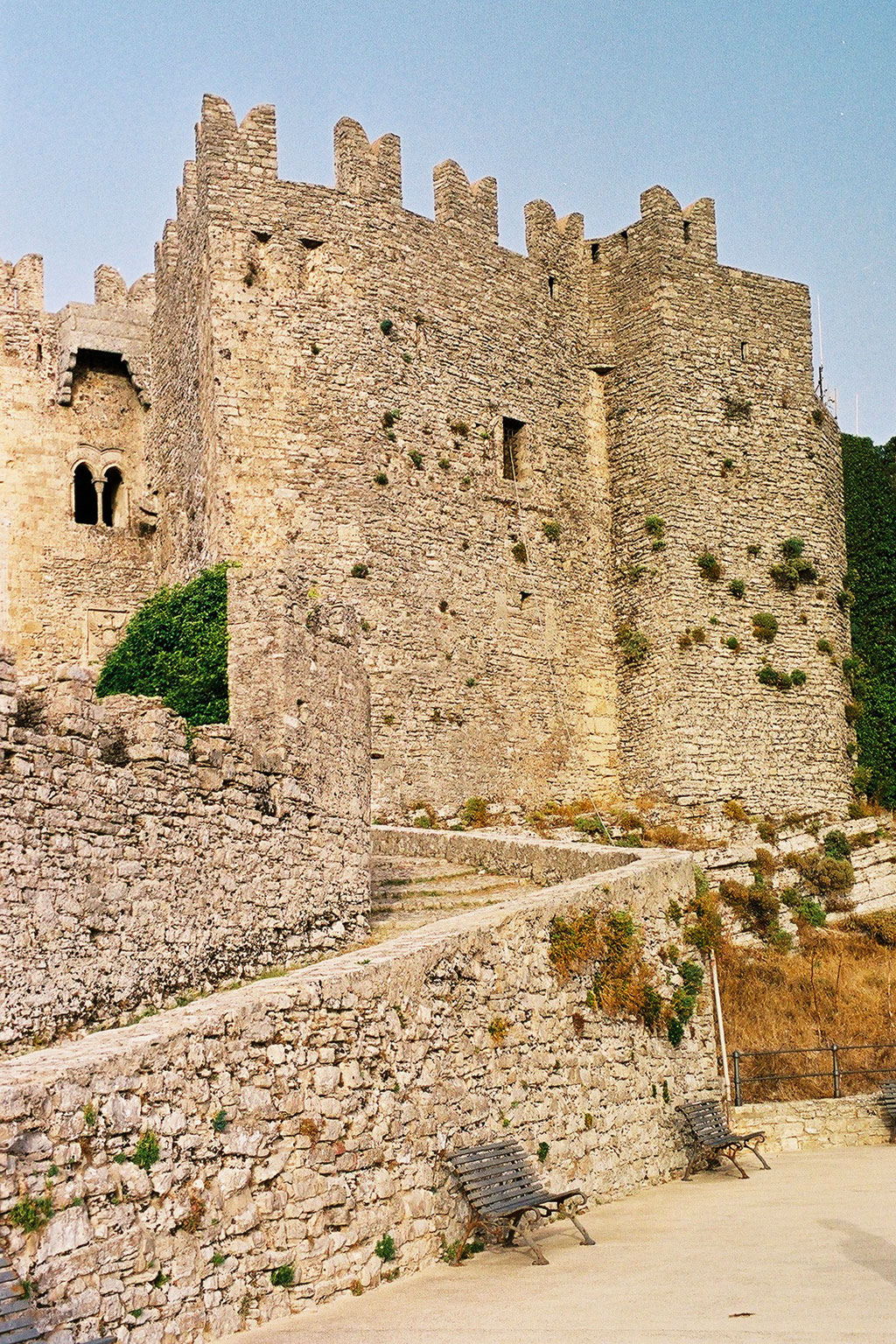
Castello di Erice
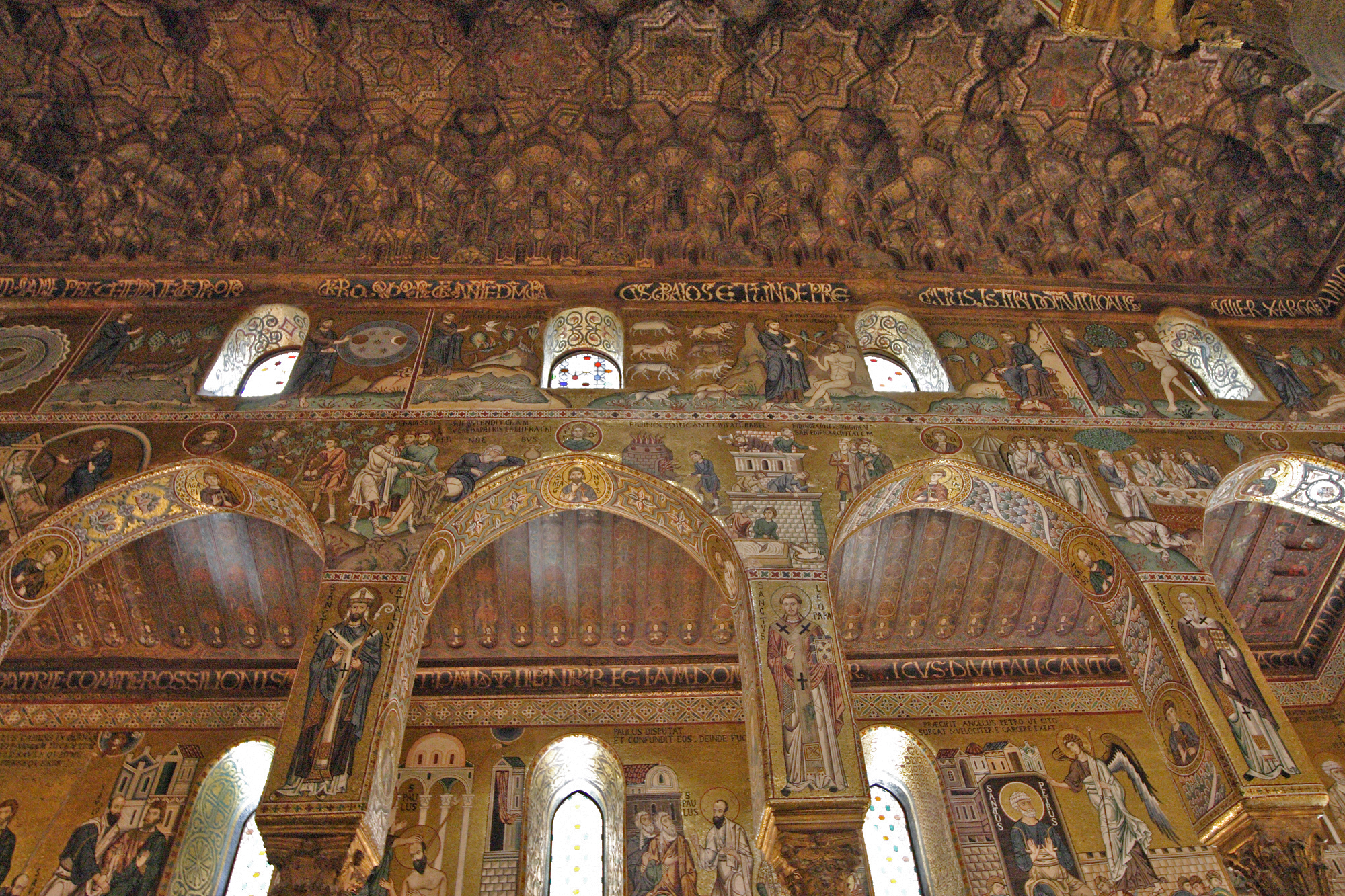
Cappella Palatina a Palermo
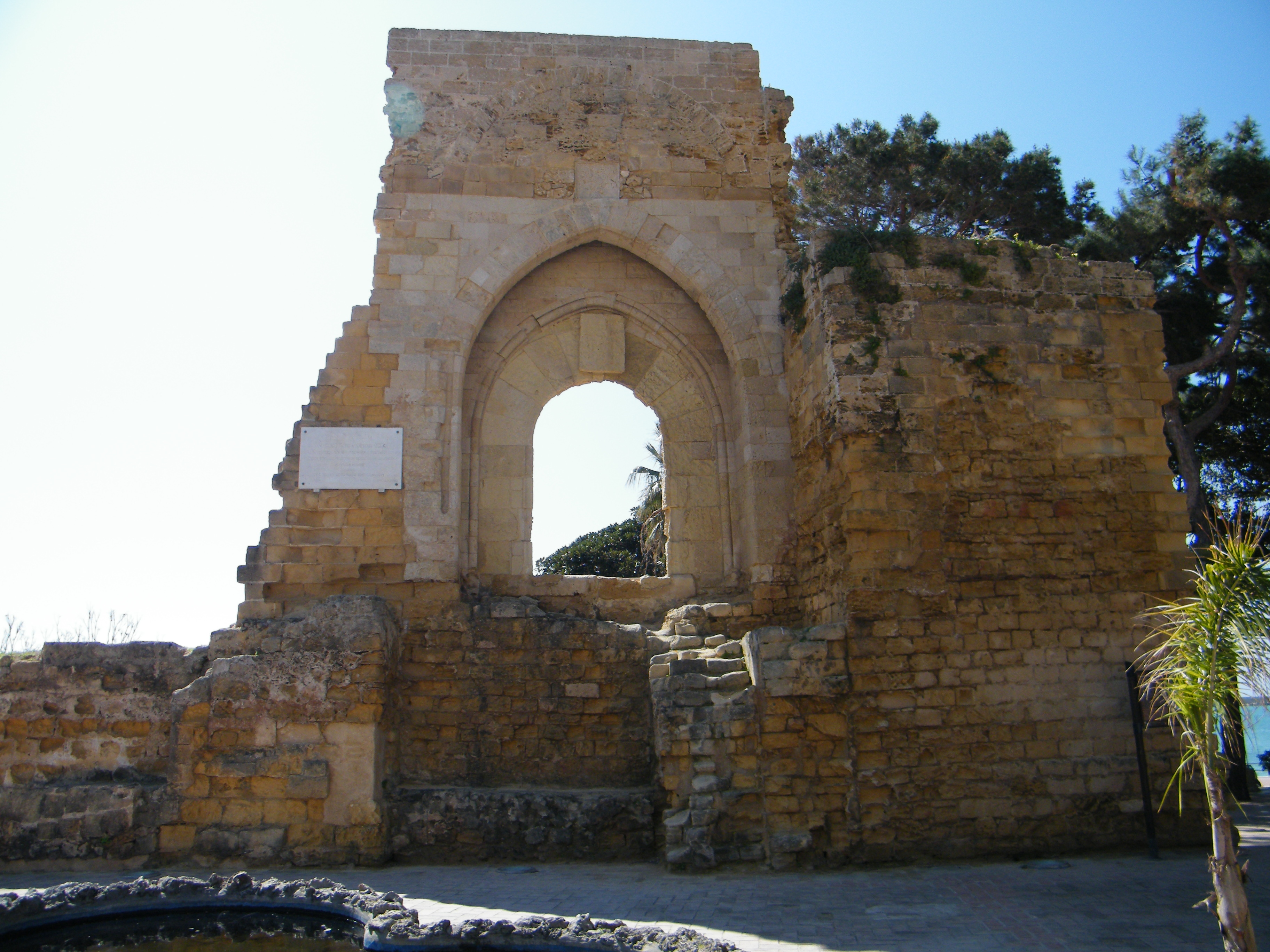
Arco normanno a Mazara del Vallo
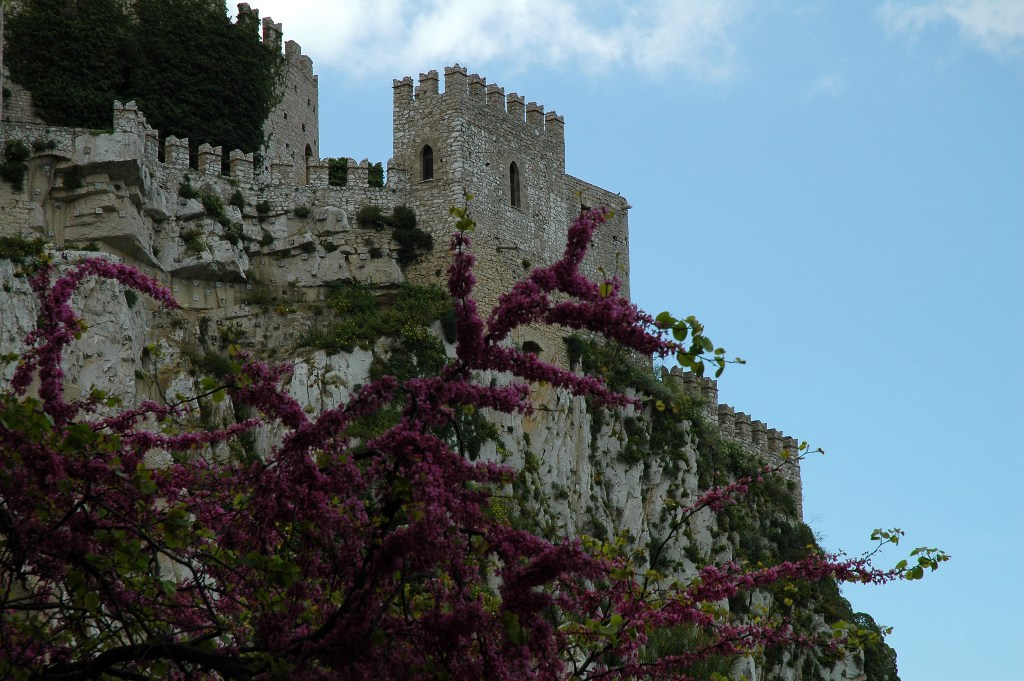
Castello di Caccamo
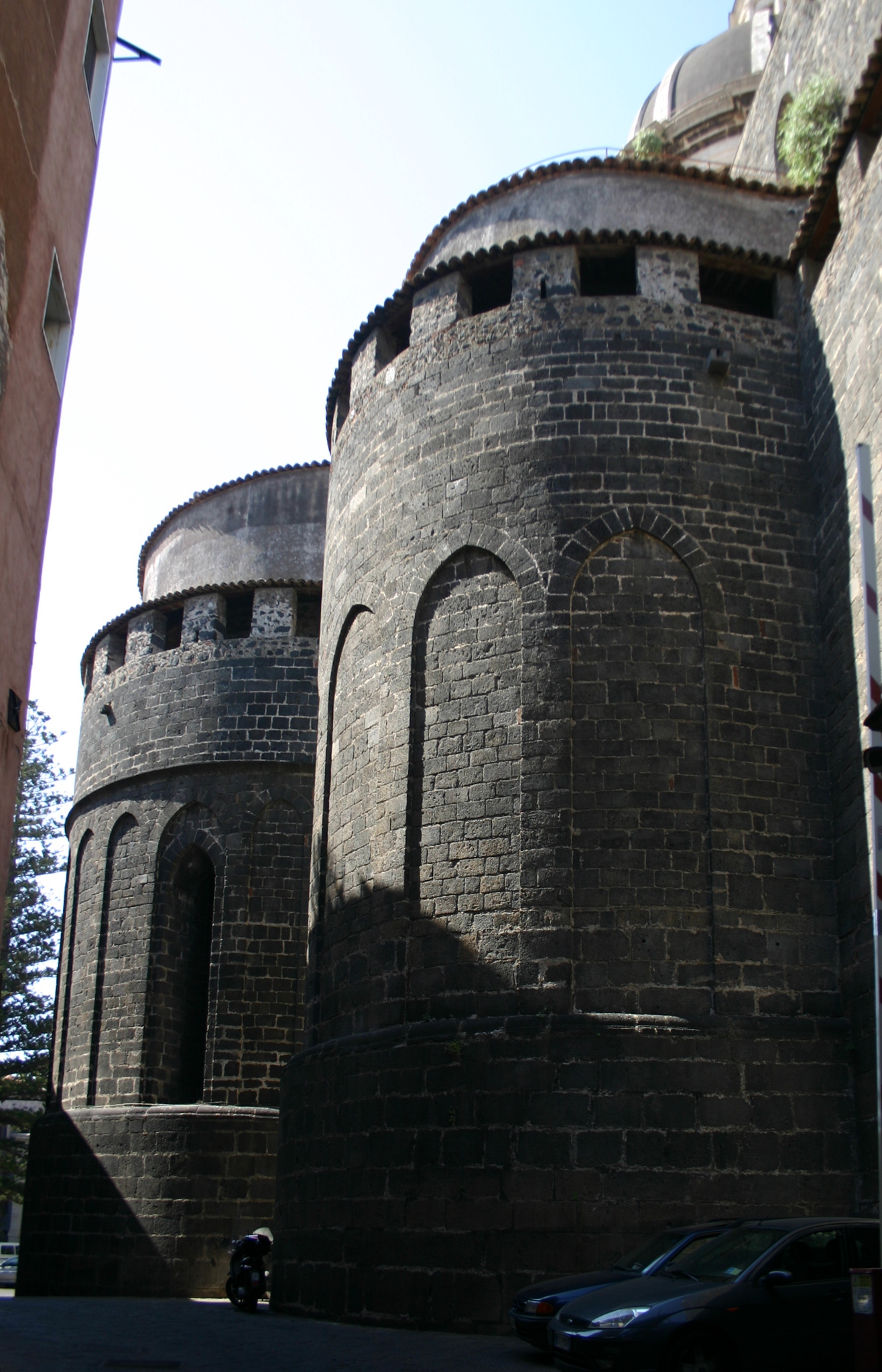
Absidi della Cattedrale di Catania